# Karen Karapetian
Karen Karapetian, orm. Կարեն Կարապետյան (ur. 14 sierpnia 1963 w Stepanakercie) – ormiański polityk, premier Armenii od 13 września 2016 do 17 kwietnia 2018, od 23 kwietnia do 8 maja 2018 pełniący obowiązki premiera.

## Edukacja i kariera zawodowa
Ukończył matematykę stosowaną na Państwowym Uniwersytecie w Erywaniu (1980–1985). Następnie był wykładowcą na tym uniwersytecie w latach 1985–1996. W 2010 uzyskał doktorat z ekonomii.
Pracował na stanowiskach kierowniczych w przedsiębiorstwach branży energetycznej: Armenergo (1996–2001) oraz kontrolowanych przez Gazprom spółkach ArmRosGazprom (2001–2010), Gazprombank (2011–2016) i Gazprom Mieżregiongaz (2012–2016).

## Kariera polityczna
W 2001 był wiceministrem ds. energii w rządzie Armenii.
W 2009 wybrany radnym miasta Erywań z listy Republikańskiej Partii Armenii. W latach 2010–2011 był burmistrzem Erywania. Jako burmistrz podjął kontrowersyjną decyzję o zorganizowaniu kursów języka rosyjskiego dla pracowników ratusza. Kursy finansowała ambasada rosyjska w Armenii. W styczniu 2011 wprowadził w życie zakaz handlu ulicznego. Zakazano sprzedaży wszystkich towarów oprócz napojów, lodów i kwiatów. Zakaz wywołał protesty drobnych handlarzy.
13 września 2016 prezydent Serż Sarkisjan mianował go premierem Armenii. Pełnił tę funkcję do 17 kwietnia 2018, kiedy zastąpił go były prezydent Serż Sarkisjan, a sam Karapetian objął stanowisko pierwszego wicepremiera. 23 kwietnia 2018, w następstwie dymisji Sarkisjana, Karen Karapetian tymczasowo przejął obowiązki premiera.

## Życie prywatne
Jest żonaty, ma trójkę dzieci.